# Ombrophile
Les organismes ou milieux « ombrophiles » (à l'inverse de ceux qui sont dits xérophiles) sont ceux qui dépendent de conditions atmosphériques propices aux pluies ou brumes très fréquentes et abondantes. 
On parle aussi de forêts pluvieuses dans le cas des forêts. 

## Répartition géographique
Les conditions ombrophiles sont surtout associées aux zones humides et essentiellement aux zones tropicales humides et enforestées, mais il existe en zone tempérée quelques Forêts tempérées humides (à l'Ouest du Canada par exemple).

## Étymologie
- du grec ombros (« pluie ») et philos (« ami ») .

## Espèces ombrophiles
Ce sont des espèces, éventuellement épiphytes, mais toujours très dépendantes de l'eau. Nombre d'entre elles ne vivent qu'à l'abri de la canopée forestière ou près du sol dans un continuum thermohygrométrique caractérisé par une hygrométrie constamment élevée. 
Nombre de ces espèces et certaines de leurs communautés sont vulnérables à la mise en lumière, aux coupes rases, à la destruction des forêts, au drainage, ainsi qu'à la fragmentation de leurs habitats par des infrastructures de transports, l'urbanisme ou la mise en culture.